# Antonio della Sassetta
Antonio Orlandi della Sassetta (... – 1539) è stato un nobile, presbitero e condottiero italiano.

## Biografia
Antonio della Sassetta era discendente di un ramo cadetto dell'antica famiglia pisana degli Orlandi. Le fonti pervenute sono discordanti tra loro, difatti lo identificano come zio, cugino o fratello di Rinieri della Sassetta.
Antonio, a differenza di Rinieri, scelse la carriera ecclesiastica raggiungendo alti gradi all'interno dello Stato Pontificio; non per questo però fu estraneo al campo di battaglia.
Dal 1506 circa fu al servizio di numerosi papi. Servì papa Giulio II come protonotario, palafreniere e nunzio apostolico, papa Leone X come condottiero  delle  truppe pontificie e Clemente VII come capitano e commissario pontificio.
Nel luglio del 1509, assieme a Sigismondo dei Conti, partecipò alle negoziazioni tra lo Stato Pontificio e la Repubblica di Venezia che portarono in seguito allo scioglimento della Lega di Cambrai e all'alleanza tra i due stati contro la Francia. Nel novembre dello stesso anno fu presente all'assedio di Padova con il grado di capitano.
Nel 1510 ottenne per i suoi servigi un beneficio ecclesiastico dalla chiesa di Varmia, in Polonia. Dieci anni dopo risulta essere a Worms, in veste di ambasciatore del Marchesato di Mantova, per conto di Federico II Gonzaga.
Nel 1525, presso la sua abitazione a Roma, ospitò l'eremita Bernardino da Parenzo. Nel 1532 fu segretario della Signoria di Piombino.
Morì nel 1539.